# Gottfried von der Recke
Gottfried von der Recke (* unbekannt; † unbekannt) war Domherr in Münster.

## Leben
Gottfried von der Recke entstammte dem westfälischen Adelsgeschlecht von der Recke und war der Sohn des Jobst von der Recke zu Heessen und dessen Gemahlin Elberta von Ketteler zu Hovestadt. Sein Bruder Jobst war von 1614 bis 1625 Domherr in Münster. Am 3. Juni 1602 kam Gottfried in den Besitz der Dompräbende, auf die zuvor der Domherr Johann Schencking verzichtet hatte. Mit der Aufschwörung auf die Geschlechter Recke, Ketteler, Schencking und Wylich wurde er am 17. Mai 1604 emanzipiert. Gottfried studierte in Padua (April 1606) und in Rom und legte am 27. Juli 1607 das Studienzeugnis vor. Im Jahre 1614 verzichtete Gottfried und schloss mit seinem Vater einen Vergleich über die Verwaltung der volmersteinischen Lehengüter. Im Jahre 1625 heiratete Gottfried Margaretha von Büren (Tochter des Edelherren Joachim von Büren und Ringelstein und der Elisabeth von Loe). 1629 schloss er die zweite Ehe und heiratete Hedwig von der Dorneburg gen. von Aschebrock.